# Фрегаты типа «Леда»
Фрегаты типа «Леда» (англ. Leda-class) — 38-пушечные парусные фрегаты Королевского флота Великобритании, строившиеся с 1800 по 1832 годы. За основу выбран французский фрегат по проекту Жак-Ноэля Сане (фр. Jacques-Noël Sané). За годы строительства в тип вносились некоторые изменения, по которым корабли делятся на пять основных групп. Фрегаты участвовали в Наполеоновских войнах и Англо-американской войне 1812 года. В конечном итоге, 45 из 47 построенных кораблей были утилизированы, два: «Тринкомали» и «Единорог» — сохранились до настоящего времени.

## Происхождение
Проект головного судна «Леда» был утверждён в 1794 и реализован в 1800 году. За основу был взят проект французского фрегата «Геба» (фр. Hébé), созданного Жак-Ноэлем Сане. «Геба» была захвачена британским 44-пушечным фрегатом 5-го ранга «Радуга» в 1782 году и вошла в состав Королевского флота как HMS Hebe. В 1805 году фрегат переименовали в HMS Blonde.
Вторым и третьим кораблями типа стали «Помона» и «Шаннон», построенные запатентованным способом Джозайи Бриндли без использования горизонтальных и подвесных книц — деталей из дуба, который выращивали особым образом для придания нужной формы. Дуб, пригодный для кораблестроения, становилось всё труднее находить из-за затянувшейся войны. Крепления конструкции Биндли оказались слабыми. Капитан «Шаннон» Филип Брок заявлял, что верхние конструкции корабля оказались слабыми и «работали как корзина». К 1813 году фрегат пришёл в такое плохое состояние, что едва не проиграл схватку с американским фрегатом «Чесапик».

## Характеристики типа
Корабли этого типа имели высокую скорость, большинство из них развивали 13 узлов в фордевинд и 10 узлов в бейдевинд. Однако французские пропорции делали их менее пригодными для плавания в плохих погодных условий по сравнению с фрегатами британских пропорций (например, типа «Лайвли»). Многие капитаны просили увеличить фальшкиль, чтобы уменьшить этот недостаток. Фрегаты хорошо стояли на парусах и любили крепкий ветер, но были склонны к чрезмерной качке при сильном волнении. Все капитаны жаловались на плохую вместимость кораблей из-за плавных французских обводов, но после введения железных цистерн с пресной водой этот недостаток потерял значение. Наконец, капитаны считали, что фрегаты типа «мокрые», так как из-за сильной качки расходились швы и появлялись протечки.

## Корабли типа

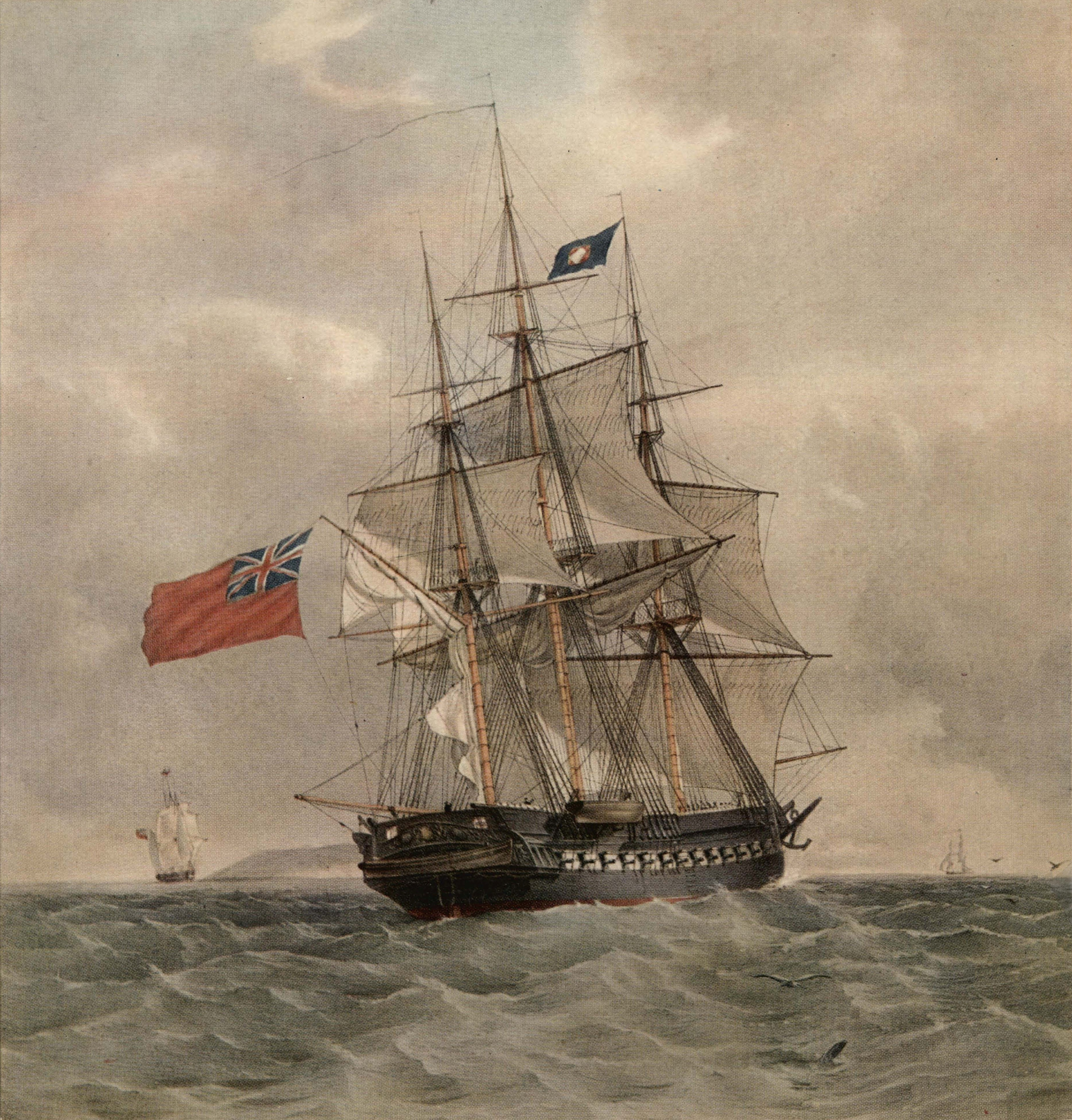
«Помона»

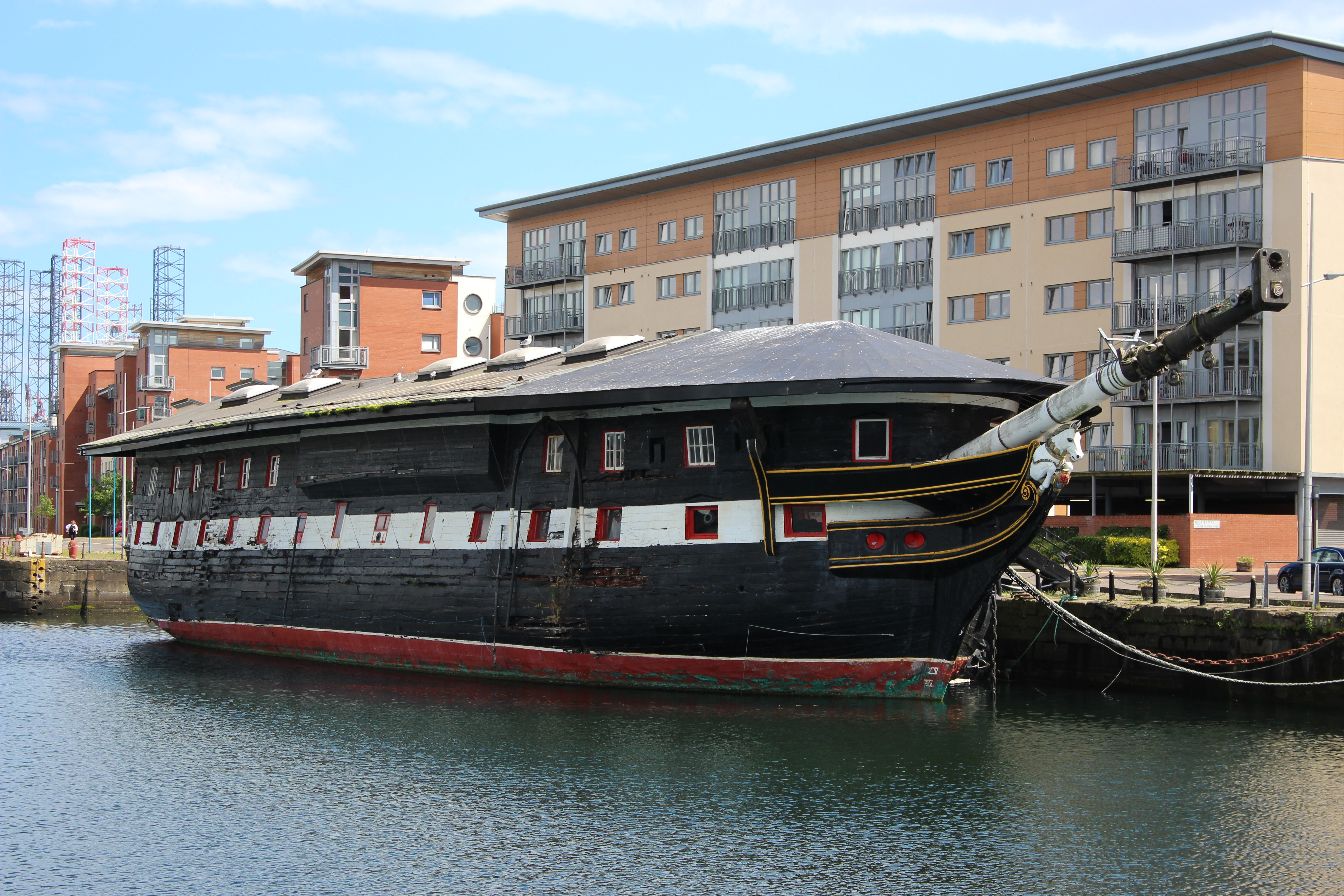
Корабль-музей «Единорог»

Название «Леда» заимствовано из греческой мифологии: гречанку Леду соблазнил Зевс в образе лебедя. После спуска на воду «Леды» Британское адмиралтейство несколько лет не строило такие фрегаты, но после возобновления войн с Францией заказало восемь кораблей этой конструкции в 1802—1809 годах:
- «Помона» (HMS Pomone), разбился о скалы Нидлс в 1811 году
- «Шаннон» (HMS Shannon), захватил американский фрегат «Чесапик» у Бостона 1 июня 1813 года
- «Леонидас» (HMS Leonidas)
- «Бритон» (HMS Briton)
- «Тенедос» (HMS Tenedos)
- «Лакедемониан» (HMS Lacedemonian)
- «Лайвли» (HMS Lively) ранее Scamander
- «Сюрпрайз» (HMS Surprise)

В 1812 году Адмиралтейство приказало построить восемь кораблей из «пихты» (в действительности из сосны) вместо дуба — их иногда относили к отдельному типу «Кидн»:
- «Кидн» (HMS Cydnus)
- «Эвротас» (HMS Eurotas)
- «Нигер» (HMS Niger)
- «Меандер» (HMS Meander)
- «Пактол» (HMS Pactolus)
- «Тибр» (HMS Tiber)
- «Аракс» (HMS Araxes)
- «Танаис» (HMS Tanais)

В 1812—1815 годах Адмиралтейство заказало ещё семь судов этой конструкции. В Великобритании их снова строили из дуба, а в Бомбее — из тика:
- «Алмаз» (HMS Diamond)
- «Амфитрита» (HMS Amphitrite)
- «Тринкомали» (HMS Trincomalee), сохранился
- «Тетис» (HMS Thetis)
- «Аретуса» (HMS Arethusa)
- «Бланш» (HMS Blanche)
- «Фисгард» (HMS Fisgard)

Адмиралтейство заказало ещё шесть судов в 1816 году. Роберт Сеппингс внёс в конструкцию заметные изменения: корма стала круглой, а шпангоуты изготавливались из более коротких элементов:
- «Венера» (HMS Venus)
- «Меламп» (HMS Melampus)
- «Минерва» (HMS Minerva)
- «Латона» (HMS Latona)
- «Диана» (HMS Diana)
- «Геба» (HMS Hebe)

В 1817 году было заказано ещё 23 корабля изменённой конструкции, однако последние шесть так и не были завершены или были завершены по другому проекту:
- «Нерей» (HMS Nereus)
- «Гамадриада» (HMS Hamadryad), в 1866 превращён в госпитальное судно на приколе вКарлдифе, в 1905 его заменил Королевский госпиталь Гамадриад.
- «Амазонка» (HMS Amazon)
- «Эол» (HMS Aeolus)
- «Фисба» (HMS Thisbe), использовался в качестве плавучей церкви в порту Кардиффа с 1863 по 1891 год.
- «Цербер» (HMS Cerberus)
- «Кирка» (HMS Circe)
- «Клайд» (HMS Clyde)
- «Темза» (HMS Thames)
- «Лиса» (HMS Fox), переделан в винтовой фрегат в 1856 году
- «Единорог» (HMS Unicorn), сохранился.
- «Дедал» (HMS Daedalus), завершён в 1844 как 19-пушечный корвет 6 ранга
- «Прозерпина» (HMS Proserpine)
- «Русалка» (HMS Mermaid)
- «Меркурий» (HMS Mercury)
- «Пенелопа» (HMS Penelope)
- «Талия» (HMS Thalia)

Последние шесть кораблей из заказа 1817 года так и не были завершены по проекту Леда:
- «Пегас» (HMS Pegasus), отменен в 1831 году.
- «Немезида» (HMS Nemesis), переделан на тип «Шрирангапатнам».
- «Статира» (HMS Statira), переделан на тип «Шрирангапатнам».
- «Ясон» (HMS Jason), переделан на тип «Шрирангапатнам».
- «Друид» (HMS Druid), переделан на тип «Шрирангапатнам».
- «Медуза» (HMS Medusa), отменен в 1831 году.